# Brian Labone
Brian Leslie Labone (ur. 23 stycznia 1940 w Liverpoolu, zm. 24 kwietnia 2006 w Liverpoolu) – angielski piłkarz, środkowy obrońca). Brązowy medalista ME 68, uczestnik MŚ 70.
Jedynym klubem w jego karierze był Everton. W latach 1959–1971 rozegrał 451 spotkań ligowych (dwa gole), z czasem pełniąc funkcję kapitana zespołu. Dwukrotnie sięgał po mistrzostwa Anglii (1963, 1970). W 1966 znajdował się wśród triumfatorów Pucharu Anglii.
W reprezentacji debiutował 20 października 1962 w meczu z Holandią. W kadrze rozegrał 26 spotkań. Reprezentacyjną karierę zakończył w przegranym z RFN 2:3 ćwierćfinale MŚ 70.